# Säsong 10 av Teenage Mutant Ninja Turtles (1987)
Säsong 10 av Teenage Mutant Ninja Turtles (1987) är seriens tionde och sista säsong, och visades i CBS under perioden 14 september-2 november 1996. Krang och Shredder återkommer under ett tag, även om Bebop och Rocksteady däremot inte syns till. Dregg är sköldpaddornas huvudantagonist under säsongen, men i sista avsnittet syns den sönderfallna Teknodromen i Dimension X. Samtliga avsnitt skrevs av Jeffrey Scott och regisserades av Tony Love.
När säsongen sändes hade intresset för Turtles mer eller mindre dött ut. Vid den här tiden hade CBS börjat fasa ut sina tecknade program om lördagsmornarna. och tionde säsongen fungerar i praktiken som en miniserie.

## Lista över avsnitt
| Nr |  | Titel                           | Originalvisning   |
| --- |  | ------------------------------- | ----------------- |
| 187 |  | "The Return of Dregg"           | 14 september 1996 |
| Sköldpaddorna använder sig av fragment från Vortexkristallen för att stabilisera sina mutationer. Samtidigt vill Dregg, vars medhjälpare Hitech ersätts av Mung, åt Vortexkristallens fragment för att skapa en ny Vortexkristall, som kan användas som drivmedel för hans teleportör. |  |                                 |                   |
| 188 |  | "The Beginning of the End"      | 21 september 1996 |
| Doantello, Leonardo, Michelangelo och Raphael samt Carter försöker bota Leonardos ännu instabila mutation medan Dregg och Mung bryter sig in på en kraftstation i jakten på plutonium. Titelreferens: Beginning of the End |  |                                 |                   |
| 189 |  | "The Power of Three"            | 28 september 1996 |
| Medan Dreggs rymdfarkost Dregnaught ligger i omloppsbana kring jorden teleporterar han Shredder och Krang från Dimension X till jorden för att komma åt deras styrka och kunskaper och använda dem för att nå världsherravälde. Samtidigt stabiliserar Carter sin mutation, och återgår till college. Titelreferens: Power of Three |  |                                 |                   |
| 190 |  | "A Turtle in Time"              | 5 oktober 1996    |
| Dregg dränerar sköldpaddorna på livsenergi, och Krang på intelligens. Dregg planerar även att med sin teknik hota att förinta jorden genom att transportera delar av solen till jorden, och därmed förvandla jorden till en stjärna. Samtidigt återvänder Carter tillsammans med Landor och Merrick, och reser tillbaka i tiden och kallar in förstärkning i form av mutantsköldpaddorna några år tidigare. Titelreferens: Turtles in Time |  |                                 |                   |
| 191 |  | "Turtles to the Second Power"   | 12 oktober 1996   |
| Sköldpaddorna från det förflutna måste återvända till sin egen tid inom tre timmar, annars upphör sköldpaddorna att existera. |  |                                 |                   |
| 192 |  | "Mobster from Dimension X"      | 19 oktober 1996   |
| Globfather, en amöbalik varelse från Dimension X, hotar att stjäla en dator och med den överta all jordens telekommunikation. |  |                                 |                   |
| 193 |  | "The Day the Earth Disappeared" | 26 oktober 1996   |
| Dregg försöker använda en stor varpa för att skicka jorden till Dimension X. När Donatello öppnar sin dimensionsport sugs sköldpaddorna och Splinter genom porten in i ett svart hål, och hamnar på diverse olika planetoider medan Splinter hamnar inuti Dreggs rymdfarkost. Titelreferens: The Day the Earth Stood Still |  |                                 |                   |
| 194 |  | "Divide and Conquer"            | 2 november 1996   |
| Sköldpaddorna måste ta sig till den nu sönderfallna Teknodromen i Dimension X för att komma åt Krangs gamla robotkropp och använda den i kampen mot Dregg. Efter sköldpaddornas återkomst till jorden kastar de Dregg slutligen genom porten till Dimension X. Titelreferens: Divide and Conquer |  |                                 |                   |

### Fotnoter
1. ↑  Mark Pellegrini (14 januari 2016). ”Teenage Mutant Ninja Turtles (1987) Season 10 Review” (på engelska). Adventures in Poor Taste. Arkiverad från originalet den 16 januari 2016. https://web.archive.org/web/20160116191821/http://www.adventuresinpoortaste.com/2016/01/14/teenage-mutant-ninja-turtles-1987-season-10-review/. Läst 15 januari 2016.
2. ↑  Mark Pellegrini (14 januari 2016). ”TMNT (1987) Season 10 Review: The Final Season!” (på engelska). TMNT Entity. http://tmntentity.blogspot.se/2016/01/tmnt-1987-season-10-review-final-season.html. Läst 15 januari 2016.
3. ↑  "Master Splinter" (6 mars 2012). ”1996 Original Fred Wolf Series – Episode 187 (The Return of Dregg)” (på engelska). Mutant Ooze. http://mutantooze.org/wiki/1996-original-fred-wolf-series-episode-187-the-return-of-dregg/. Läst 14 december 2015.
4. ↑  "Master Splinter" (6 mars 2012). ”1996 Original Fred Wolf Series – Episode 188 (The Beginning of the End)” (på engelska). Mutant Ooze. http://mutantooze.org/wiki/1996-original-fred-wolf-series-episode-188-the-beginning-of-the-end/. Läst 14 december 2015.
5. ↑  "Master Splinter" (6 mars 2012). ”1996 Original Fred Wolf Series – Episode 189 (The Power of Three)” (på engelska). Mutant Ooze. http://mutantooze.org/wiki/1996-original-fred-wolf-series-episode-189-the-power-of-three/. Läst 14 december 2015.
6. ↑  "Master Splinter" (6 mars 2012). ”1996 Original Fred Wolf Series – Episode 190 (A Turtle in Time)” (på engelska). Mutant Ooze. http://mutantooze.org/wiki/1996-original-fred-wolf-series-episode-190-a-turtle-in-time/. Läst 14 december 2015.
7. ↑  "Master Splinter" (6 mars 2012). ”1996 Original Fred Wolf Series – Episode 191 (Turtles to the Second Power)” (på engelska). Mutant Ooze. http://mutantooze.org/wiki/1996-original-fred-wolf-series-episode-191-turtles-to-the-second-power/. Läst 14 december 2015.
8. ↑  "Master Splinter" (6 mars 2012). ”1996 Original Fred Wolf Series – Episode 192 (Mobster from Dimension X)” (på engelska). Mutant Ooze. http://mutantooze.org/wiki/1996-original-fred-wolf-series-episode-192-mobsters-from-dimension-x/. Läst 14 december 2015.
9. ↑  "Master Splinter" (6 mars 2012). ”1996 Original Fred Wolf Series – Episode 193 (The Day the Earth Disappeared)” (på engelska). Mutant Ooze. http://mutantooze.org/wiki/1996-original-fred-wolf-series-episode-193-the-day-the-earth-disappeared/. Läst 14 december 2015.
10. ↑  "Master Splinter" (6 mars 2012). ”1996 Original Fred Wolf Series – Episode 194 (Divide and Conquer)” (på engelska). Mutant Ooze. http://mutantooze.org/wiki/1996-original-fred-wolf-series-episode-194-divide-and-conquer/. Läst 14 december 2015.